# Zee Cine Award/Kritikerpreis – Beste Darstellerin
Der Zee Cine Award Best Actress Critics ist eine Kategorie des indischen Filmpreises Zee Cine Award. Später als in manch anderen Kategorien dieses Filmpreises wurde der Kritikerpreis erstmals im Jahr 2005 verliehen.
Der Zee Cine Award Best Story wird von der Jury gewählt. Der Gewinner wird in der Verleihung bekanntgegeben. Die Verleihung findet jedes Jahr im März statt.
Die Schauspielerinnen Aishwarya Rai und Vidya Balan haben in dieser Kategorie den Preis zweimal erhalten.
Liste der Gewinner:
| Jahr | Schauspielerin           | Film              | Deutscher Titel                  |
| ---- | ------------------------ | ----------------- | -------------------------------- |
| 2005 | Aishwarya Rai            | Raincoat          | Raincoat                         |
| 2006 | Shweta Prasad            | Iqbal             | —                                |
| 2007 | Gul Panag & Ayesha Takia | Dor               | Dor – Liebe deinen Nächsten      |
| 2008 | Shefali Shah             | Gandhi, My Father | —                                |
| 2009 | keine Verleihung         |                   |                                  |
| 2010 | keine Verleihung         |                   |                                  |
| 2011 | Aishwarya Rai            | Guzaarish         | Guzaarish – Die Magie des Lebens |
| 2012 | Vidya Balan              | The Dirty Picture | —                                |
| 2013 | Vidya Balan              | Kahaani           | —                                |
| 2014 | Sonakshi Sinha           | Lootera           | —                                |